# Осипова, Мария Борисовна
Мария Борисовна Осипова (урождённая Соковцова; бел. Марыя Барысаўна Осіпава (народжаная Сакаўцова); 27 декабря 1908, усадьба Серковец, Могилёвская губерния, Российская империя, — 5 февраля 1999, Минск, Беларусь) — организатор и руководитель одной из первых подпольных организаций во временно оккупированном немецко-фашистскими войсками Минске. Одна из организаторов ликвидации верховного комиссара Белоруссии Вильгельма Кубе. Герой Советского Союза (1943).

## Биография
Родилась в семье рабочих стекольного завода Бориса Титовича и Агафьи Ивановны Соковцовых. Белоруска. С 13 лет работала на стекольном заводе в посёлке Дретунь. Вела активную общественно-политическую работу, была председателем районной пионерской организации. В 1924 году избрана делегатом 6-го съезда РКСМ, на котором познакомилась со своим будущим мужем Яковом Осиповым. В 1933 году семья переехала в Минск, где Осипова поступила в Высшую сельскохозяйственную партийную школу имени В. И. Ленина, которую успешно закончила в 1935 году. В 1940 году окончила Минский юридический институт. Член ВКП(б) с 23 июля 1928 года, во время учёбы в институте Мария Борисовна была секретарём его партийного комитета. После окончания института направлена на работу в Верховный Суд Белорусской ССР.
В первые дни оккупации Минска немецко-фашистскими войсками Осипова, совместно с преподавателем Минского юридического института А. А. Соколовой, в общежитии института организовала одну из первых подпольных групп, приняла подпольный псевдоним «Ганна Чёрная». Первоначально организация насчитывала 14 членов. К сентябрю 1943 года в группе Ганны Чёрной насчитывалось около 50 активных участников. В первое время подпольщики изготавливали и распространяли листовки, сводки Совинформбюро, прятали евреев, помогали советским военнопленным. После установления связи с партизанами в августе 1941 года группа активно привлекалась к разведывательно-диверсионной работе. В конце 1941 года с группой Ганны Чёрной установил связь Минский подпольный горком КП(б)Б. С этого времени Осипова также становится одной из связных между руководством минского подполья и партизанскими отрядами «Димы» (командир Д. И. Кеймах), «Местные» (командир С. А. Ваупшасов), бригадами «дяди Коли» (командир Н. М. Никитин), «Железняк» (командир И. Ф. Титков) и 200-й имени К. К. Рокосовского. Свой вклад она внесла и в издание газеты «Звязда» в оккупированном немцами Минске. Подпольщики на чердаке в доме А. И. Серовой укрывали бежавших из лагерей для военнопленных и еврейского гетто. Здесь же складировалось похищенное у немцев оружие и медикаменты, которые в дальнейшем переправлялись к партизанам.
Апогеем подпольной работы Марии Осиповой стало её участие в операции «Возмездие», в ходе которой был ликвидирован генеральный комиссар Белоруссии Вильгельм Кубе, ответственный за гибель огромного числа мирных жителей. В конце августа 1943 года Осипова по заданию заместителя командира партизанского отряда «Димы» по агентурной работе Н. П. Фёдорова (псевдоним «Колокол») приступила к поиску агента из числа работавших в доме Кубе. 3 сентября 1943 года член организации Ганны Чёрной Н. В. Похлебаев познакомил её с Валентиной Щуцкой, сестрой Елены Мазаник, работавшей прислугой у комиссара генерального округа «Белорутения». Через Щуцкую была организована встреча Осиповой и Мазаник. В ходе оперативной вербовки подпольщикам удалось склонить Мазаник к сотрудничеству. 20 сентября 1943 года с огромным риском для жизни Осипова в корзине с брусникой доставила в Минск из партизанского отряда мину с химическим взрывателем и передала её Мазаник. Взрывом этой мины, заложенной под матрас кровати в спальне Кубе, ночью 22 сентября 1943 года генеральный комиссар Белоруссии был убит.

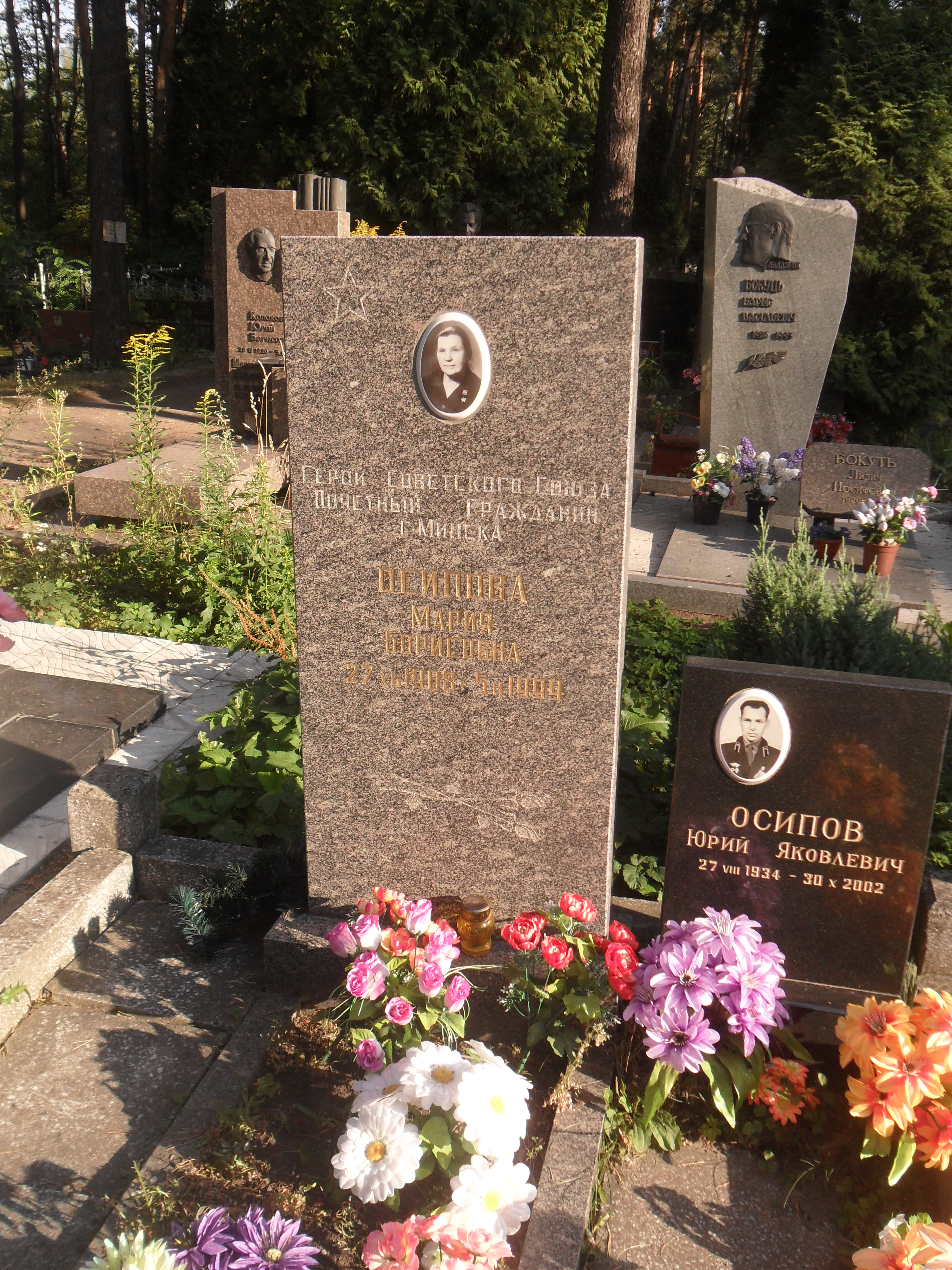
Могила Осиповой на Восточном кладбище Минска

Накануне вечером Осипова и Мазаник заблаговременно покинули Минск и ушли к партизанам, что спасло их от ареста. 12 октября 1943 года они самолётом были доставлены в Москву. После выяснения всех деталей операции 29 октября 1943 года Указом Президиума Верховного Совета СССР Осиповой Марии Борисовне, Мазаник Елене Григорьевне и ещё одной активной участнице операции, Троян Надежде Викторовне, было присвоено звание Героев Советского Союза.
После освобождения Белоруссии Осипова вернулась в Минск и активно участвовала в восстановлении разрушенного войной города. Работала в аппарате Председателя Президиума Верховного Совета БССР В. И. Козлова, возглавляла отдел по помилованию при Президиуме Верховного Совета Белоруссии, была членом Верховного Суда Белорусской ССР, членом республиканского Комитета защиты мира. В 1947—1963 годах избиралась депутатом Верховного Совета Белорусской ССР 2—5-го созывов.
Немаловажна её заслуга в реабилитации членов минского подполья, обвинённых в сотрудничестве с фашистскими оккупантами. Осипова поручилась более чем за три сотни участников минского подполья. После выхода на пенсию занималась патриотическим воспитанием молодёжи, участвовала в ветеранском движении.
Скончалась 5 февраля 1999 года. Похоронена в Минске на Восточном кладбище.

## Награды и звания
- Медаль «Золотая Звезда» (29.10.1943)
- Орден Ленина (29.10.1943)
- Орден Отечественной войны I степени
- Орден Трудового Красного Знамени
- Медали
- Почётный гражданин города Минск (Беларусь)
- Почётный гражданин города Нурек (Таджикистан);
- Почётная грамота Совета Министров Республики Беларусь (24.12.1998) — за заслуги в годы Великой Отечественной войны, государственном строительстве и в связи с 90-летием со дня рождения[7].

## Память
- Мемориальная доска в честь Героя Советского Союза М. Б. Осиповой установлена в городе Минске по адресу: улица Киселёва, 11.
- Именем Героя Советского Союза М. Б. Осиповой названы улицы в городе Давид-Городок и агрогородке Серковицы Толочинского района Витебской области.
- Постоянная экспозиция в Белорусском государственном музее истории Великой Отечественной войны в честь М. Б. Осиповой. В экспозиции представлены фотопортрет М.Б. Осиповой, награды, паспорт 1946 г., платок. В фондах музея, помимо воспоминаний, хранятся её документы, фотографии, личные вещи, в том числе такие предметы, как книжка участника восстановления г. Минска, медаль и лента «Почётного гражданина г. Минска» и другие[8].

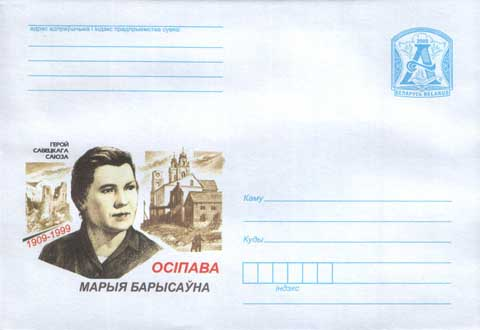
Осипова Мария Борисовна